# Парламентские выборы в Исландии (2017)
Досрочные парламентские выборы в Исландии прошли 28 октября 2017 года. Трёхпартийная правительственная коалиция распалась 15 сентября 2017 года в результате скандала, когда отец Бьярни Бенедиктссона написал рекомендательное письмо для «восстановления чести» осуждённого педофила. После выхода из коалиции партии «Светлое будущее» не удалось сформировать правительство меньшинства и президент Исландии Гвюдни Йоуханнессон распустил Альтинг и объявил о досрочных выборах.
Эти выборы стали вторые подряд досрочные выборы в Исландии: предыдущие выборы 2016 года были вызваны скандалом, возникшим после публикации Панамских документов.

## Избирательная система
63 депутата Альтинга избираются по партийным спискам по пропорциональной системе в многомандатных избирательных округах, включающих от 8 до 13 мест парламента. Из 63 депутатов 54 избираются на основе результатов по округам с подсчётом по методу Д’Ондта. Остальные 9 дополнительных мест передаются политическим партиям, преодолевшим 5%-й избирательный барьер, чтобы общее число мест партий соответствовало национальной доле отданных за них голосов.

## Результаты
В результате выборов Партия независимости осталась крупнейшей партией Альтинга, однако потеряла 5 мест и вместе с ними — правительственное большинство. Наибольший выигрыш получили Социал-демократический альянс, который стал четвёртой партией с 7 депутатами, и Народная партия, образованная в 2016 году, которая получила 4 места и впервые вошла в альтинг. Партия «Светлое будущее» не прошла 5%-ный барьер.
|                                         |                                       |                                       |         |      |       |       |
| Партия                                  | Партия                                | Партия                                | Голоса  | %    | Места | +/-   |
|                                         | Партия независимости                  | D                                     | 49 543  | 25,2 | 16    | -5    |
|                                         | Лево-зеленое движение                 | V                                     | 33 155  | 16,9 | 11    | +1    |
|                                         | Прогрессивная партия                  | B                                     | 21 016  | 10,7 | 8     | 0     |
|                                         | Социал-демократический альянс         | S                                     | 23 652  | 12,1 | 7     | +4    |
|                                         | Центральная партия                    | M                                     | 21 335  | 10,9 | 7     | новая |
|                                         | Пиратская партия                      | P                                     | 18 051  | 9,2  | 6     | -4    |
|                                         | Народная партия                       | F                                     | 13 502  | 6,9  | 4     | +4    |
|                                         | Партия реформ                         | C                                     | 13 122  | 6,7  | 4     | -3    |
|                                         |                                       |                                       |         |      |       |       |
|                                         | Светлое будущее                       | A                                     | 2 394   | 1,2  | 0     | -4    |
|                                         | Народный фронт Исландии               | R                                     | 375     | 0,2  | 0     | 0     |
|                                         | Восход                                | T                                     | 101     | 0.1  | 0     | 0     |
| Недействительных/пустых бюллетеней      | Недействительных/пустых бюллетеней    | Недействительных/пустых бюллетеней    | 5 531   | -    | -     | -     |
| Всего                                   | Всего                                 | Всего                                 | 201 777 | 100  | 63    | 0     |
| Зарегистрированных избирателей / Явка   | Зарегистрированных избирателей / Явка | Зарегистрированных избирателей / Явка | 248 502 | 81,2 | -     | -     |
| Источник: Morgunblaðið, Iceland Monitor |                                       |                                       |         |      |       |       |

## Формирование правительства
Получив от президента Гвюдни Йоуханнессона мандат на формирование правительства 2 ноября 2017 года, глава лево-зелёных Катрин Якобсдоуттир начала переговоры о формировании левоцентристской коалиции из 4 политических сил: Лево-зеленого движения, Социал-демократического альянса, Пиратской и Прогрессивной партии. Впрочем, успехом они не увенчались из-за выхода Прогрессивной партии, и Катрин Якобсдоуттир пришлось создавать правительство с политическими оппонентами из Партии независимости и Прогрессивной партии.